# Charles Cross (fútbol americano)
Charles Ellis Cross (Laurel, Misisipi, 25 de noviembre de 2000) más conocido como Charles Cross, es un jugador profesional estadounidense de fútbol americano, se desempeña en la posición de offensive tackle en Seattle Seahawks, en la National Football League (NFL).

## Carrera
Fue seleccionado en la Reunión Anual de Selección de Jugadores de la NFL de 2022. Hizo su debut profesional con el equipo Seattle Seahawks, lleva jugando dos temporadas.